# Goticaris
Goticaris foi um gênero de artrópode que viveu durante o período Cambriano.